# أم الشوف (حيفا)
أم الشوف إحدى قرى فلسطين المهجرة قبل حرب 1948.

## نبذة تاريخية وجغرافية
تقع قرية أم الشوف إلى الجنوب من مدينة حيفا، وتبعد عنها حوالي 37كم، وترتفع 125م عن سطح البحر، يرجع معنى كلمة (الشوف) إلى شاف وتشوف، بمعنى نظر ورأى، بلغت مساحة أراضيها 7426 دونماً، وتحيط بها أراضي قرى خبيزة. · صابرين. قنير. وعرعرة. والسنديانة. قُدّر عدد سكانها · عام 1922م بحوالي (252) نسمة. وفي عام 1945 (480) نسمة. قامت المنظمات الصهيونية المسلحة بهدم القرية وتشريد أهلها البالغ عددهم عام 1948م حوالي (557) نسمة. وكان ذلك في 12 أيار/ مايو 1948م.
في القرية (مقام) أعلى التلة يُشرف على البحر الأبيض المتوسط من الغرب ومن الشرق يطل على جبال أم الفحم، ومن الشمال يشرق على جبل الكرمل وقراه، سكن المقام شيخ يُقال له الشيخ محيي الدين العواطلة وهو شيخ صوفي أتى إلى القرية في القرن التاسع عشر، عاش ومات ودُفن فيها ونُسبت له بعض الكرامات وكان له في فتيرة الانتداب موسم يحتفل به الناس يأتون إلى قبره رافعين الرايات.

## القرية في ثورة عام 1963-1939
كان لأم الشوف فصيل شأنها شأن كلّ قرية عربية في حينها، بقيادة أحمد الجربوع وكان يتبع صبري الحمد عصفور ويوسف أبو درّة، كان عدد أعضاء الفصيل 11 ثائراً نذكر منهم أمين أبو جنزير، حسن السليمان، إبراهيم محمود الإبراهيم وطه العبدالله الياسين، كما وكان في القرية مقرّ لإحدى محاكم الثورة الفرعية تكوّن طاقمها من: محمد أحمد المسعود، محمد أحمد إسماعيل، سعيد مصطفى شناعة وسعيد الحاج محمد.
كانت معركة م الشوف ( التي جرت في صيف 1938م ) هي أهم المعارك التي خاضها هذا الفصيل، والتي طوّق الإنجليز على أثرها القرية وعاثوا فيها فساداً، وذلك بعد أن فرضوا حظر التجول وجمعوا الرجال في المسجد وقاموا بمصادرة 11 بندقية واعتقال أصحابها،اشتدت قوة الفصيل من أبناء القرية وقامت معركة بين الثوار وجيش الانتداب البريطاني، ثمّ دخل القرية وفرض منع التجول وحاصر القرية وطالبت الجميع بالخروج من بيوتهم والتجمّع في ساحة المسجد وبعد ذلك دخل الجيش إلى بيوت القرية وخرب ما فيها حيث أنّه أفرغ أكياس الخزين من القمح والشعير والعدس والحمص والذرة والسمسم والطحين وكل ما في البيوت من خزين ويأتون بالزيت والسمنة والكاز ويضعونه فوق ما أفرغ من أكياس الخزين، إنّ أعمال التخريب كانت واسعة النّطاق في القرية.

## القرية اليوم
تتبعثر أكوام من أنقاض المنازل الحجرية في أنحاء الموقع، الذي اكتسحه نبات الصبّار والأشواك والقندول. ولا يزال مقام الشيخ عبد اللّه ماثلاً للعيان، ويقال أن المقام للشيخ محيي الدين العواطلة

## التهجير
كان تهجير أم الشوف، يوم 1948 5 .12، اليوم الذي هجرت فيه صبّارين والسنديانة وخبيزة وبريكة. لم يحدث في القرية قتال أو مقاومة، إذ أن معظم سكانها كانوا قد غادروها قبل وصول قوات الإيتسيل إليها، وذلك بعد ما تناهى إلى أسماعهم ماحصل في صبّارين على يد تلك القوات. أما وثائق الاحتلال الموجودة في أرشيف الإيتسيل فتتحدث عن محاكمة ميدانية أجراها الضابط المسؤول في أم الشوف وهيئة محكمين لسبعة شبان عرب جاؤوا مع لاجئي قرى الساحل وعندما قام الجنود بتفتيشهم وجدوا معهم سلاحاً، وعندما لم يعترف أحد منهم بملكية السلاح، حكمت المحكمة الميدانية عليهم بالإعدام رمياً بالرصاص وتم تنفيذ الحكم على الفور.

## المغتصبات الصهيونية على أراضي القرية
تقوم مستعمرة غفعات نيلي، التي أُسست في سنة 1953، على أراضي القرية، إلى الجنوب من موقعها.

## وصلات خارجية
- موقع فلسطين في الذاكرة